# Ryga (rejon)
Ryga (łot. Rīgas rajons) – rejon w centralnej Łotwie, funkcjonujący w latach 1949–2009.
Rejon graniczył z rejonami: Bauska, Jełgawa, Kieś, Limbaži, Ogre oraz z miastami wydzielonymi Jurmała i Ryga.
Zniesiony 30 czerwca 2009, w ramach reformy administracyjnej.